# Halten, Solothurn
Halten är en ort och kommun i kantonen Solothurn, Schweiz. Kommunen har 854 invånare (2023).